# 서울 배화여자고등학교 생활관
서울 배화여자고등학교 생활관(서울 培花女子高等學校 生活館)은 서울특별시 종로구 필운동, 배화여자고등학교에 있는 일제강점기의 건축물이다. 2004년 9월 4일 대한민국의 국가등록문화재 제93호 '배화여고 생활관'으로 지정되었다.

## 개요
고 육영수 여사의 모교로 유명한 배화여고는 1898년 서울시 종로구 내자동에서 개교하여 1916년 현재의 자리로 이전하였다. 생활관은 이때 선교사의 주택으로 지어져 쓰이다가 1971년부터 동창회관으로 사용하고 있다. 20세기 초 서양 선교사 숙소 건축의 특징을 간직하고 있는 역사성 깊은 건축물이다.

## 갤러리

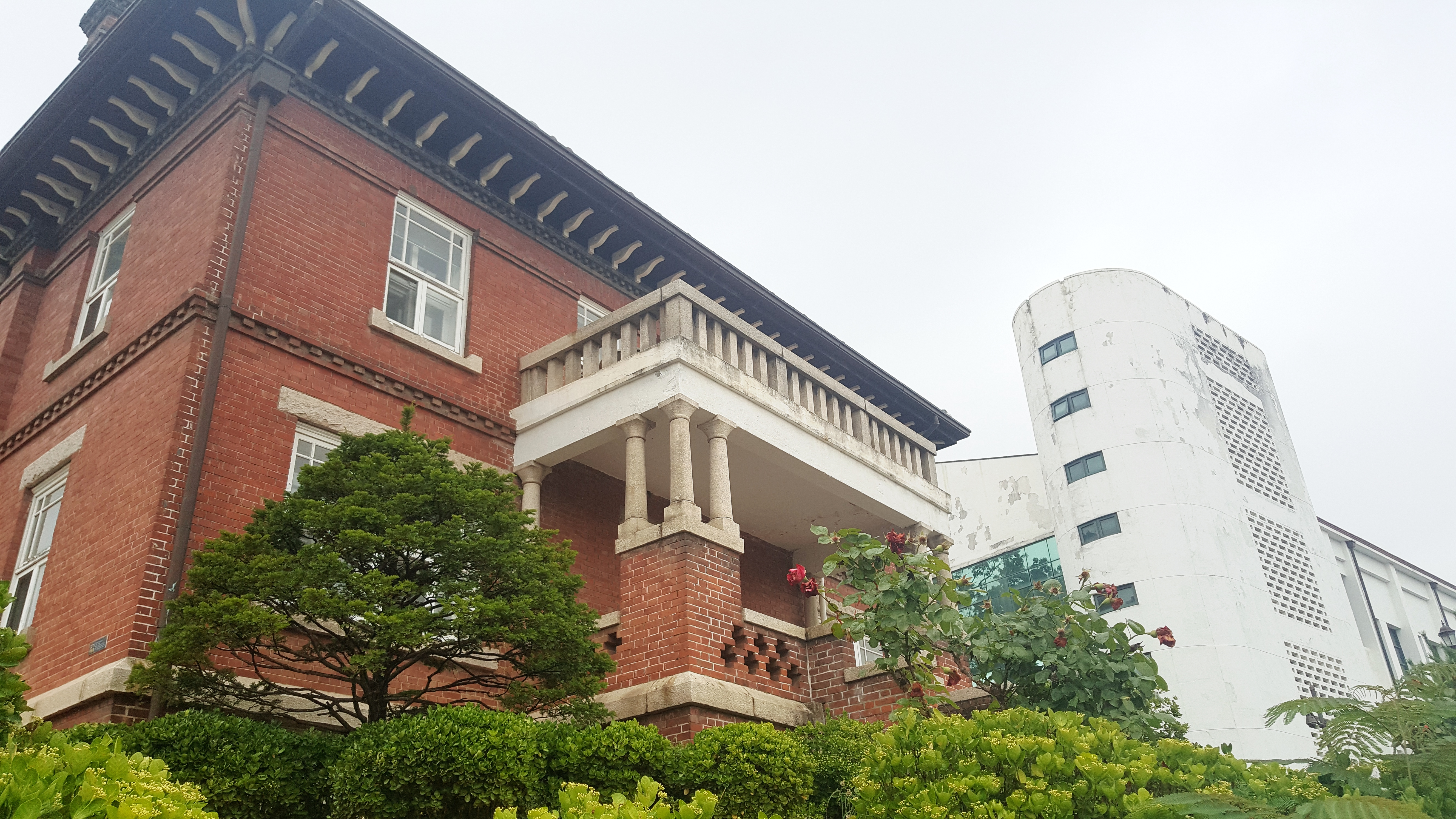
생활관 다른 각도

## 같이 보기
- 배화여자고등학교

## 참고 자료
- 서울 배화여자고등학교 생활관 - 국가유산청 국가유산포털
- 미국남감리교 선교사의 집 배화여고 생활관 - 유튜브